# Martín de Yeltes
Martín de Yeltes ist ein Ort und eine nordspanische Gemeinde (municipio) mit 387 Einwohnern (Stand: 2024) in der Provinz Salamanca in der Autonomen Gemeinschaft Kastilien-León. 

## Lage
Martín de Yeltes liegt etwa 85 Kilometer westsüdwestlich von Salamanca in einer Höhe von ca. 760 m. Im Westen der Gemeinde fließt der Río Yeltes. Durch die Gemeinde führt die Autovía A-62 von Salamanca nach Portugal.

## Bevölkerungsentwicklung
| Jahr      | 1900 | 1950 | 1960 | 1970 | 1981 | 1991 | 2001 | 2011 | 2021 |
| Einwohner | 865  | 1425 | 1429 | 876  | 718  | 624  | 554  | 455  | 408  |

## Sehenswürdigkeiten
- Martinskirche (Iglesia de San Martín)